# Grupa helsińska
Grupa helsińska – grupa państw, które rozpoczęły negocjacje o przystąpienie do Unii Europejskiej na mocy decyzji Rady Europejskiej podjętej podczas szczytu w Helsinkach (10-11 grudnia 1999). Zaproszenie do tych państw skierowano w lutym 2002 roku.
Skład grupy helsińskiej:
- Bułgaria
- Litwa
- Łotwa
- Rumunia
- Słowacja
- Malta